# ویسکیتنا ناد ییهلاوو
ویسکیتنا ناد ییهلاوو (به لاتین: Vyskytná nad Jihlavou) یک منطقهٔ مسکونی در جمهوری چک است که در شهرستان ییهلاوا واقع شده‌است.
 ویسکیتنا ناد ییهلاوو ۲۱٫۱۷ کیلومتر مربع مساحت و ۷۷۹ نفر جمعیت دارد و ۵۳۰ متر بالاتر از سطح دریا واقع شده‌است.